# Кедвалла (король Вессексу)
Кедвалла (давн-англ. Cædwalla, Ceadualla, Cedwala, Chedwalla; близько 659 — 20 квітня 689) — король Вессексу (685—688), король Сассексу у 686—688 роках. Саксонські генеалогії називають Кедваллу нащадком Кінріка, але ім'я Кедвалла (давн-англ. Cædwalla) вказує на кельтське походження цього короля.

## Життєпис

### Молоді роки
Походив з Вессекської династії. Син Кенберта, правнука Кевліна, короля Вессекса. Кенберт був елдорменом або королем однієї з областей Вессексу. Народився Кедвалла близько 659 року. Його ім'я вважається переробленою формою бриттського імені Кадвалон. Тому вважається, що матір'ю майбутнього короля була представниця якогось із бриттських королівств з Вельсу.
Наприкінці 670-х років відповідно до різних хронік було заслано до Чілтернського лісу (південний схід Вессексу). Про статус у цей час та діяльність Кедвалли нічого невідомо. У 685 році почав повстання проти короля Кентвіна, якого було повалено того ж року або на початку 686 року.

### Королювання
У 685 році Кедвалла напав на Сассекс і вбив його короля Етельвала. Однак незабаром два елдормена південних саксів, Бертгун і Андгун, вигнали його з Сассекса. 686 року Кедвалла знову напав на Сассекс, вбив Бертгуна, а Андгуна зробив своїм васалом. Після цього Сассекс став провінцією Вессексу.
Тоді ж Кедвалла захопив острів Вайт, що був населений поганами-кельтами. Кедвалла завдав поразки Арвальду, королю острова Вайт. Останній вимушений був тікати, залишивши владу двом молодшим братам. Останніх також було переможено та страчено за наказом Кедвалла. Він хотів поголовно винищити мешканців Вайту і заселити острів західними саксами. Крім цього, король поклявся віддати четверту частину здобичі церкві. Однак місцевий єпископ Вілфрід вирішив витратити золото на звернення остров'ян у християнство. Сам Кедвалла до цього часу ще не був хрещений. Втім, усіляко підтримував християнську церкву. Кедваллою було засновано в Фарнгамі та Го монастирі, також надавав численні земельні маєтності монастирям і церквам.
У 687 році Кедвалла разом зі своїм братом Мулом розорили Кент. Кедвалла залишив брата правити Кентом, але населення повстало проти Мула, захопило його в полон і спалило живцем.
688 року Кедвалла повів каральну експедицію до Кента, і криваво помстився за брата. Наступного року Кедвалла, ймовірно, страждаючи від поранень, яких зазнав у численних битвах, відрікся від престолу.

### Останні роки
Спочатку він перебрався до Самеру (поблизу Кале), де надав кошти для місцевої церкви. Слідом за цим вирушив прочанином до Риму. Там 10 квітня 689 року, у Велику Суботу перед Великоднем, він прийняв хрещення від папи Сергія I, отримавши ім'я Петро. У «Церковній історії народу англів» Беди Преподобного повідомляється, що Кедвалла помер «в десятий день до травневих календ», у той час, як в «англосаксонському часописі» згадується про те, що король помер «через сім ночей» після хрещення «в дванадцятий день до травневих календ». Сучасні історики датують смерть колишнього Вессекського монарха 20 квітня . Кедвалла був похований у соборі Святого Петра в Римі. На його могилі за наказом Папи Римського була зроблена епітафія, текст якої Біда Високоповажний привів у своєму творі.